# Peripantostylops
Peripantostylops es un género extinto de mamíferos placentarios de la familia Henricosborniidae del orden Notoungulata, que vivió durante el Eoceno en Sudamérica.

## Descripción
Este animal es conocido principalmente por sus molares. Los molares de Peripantostylops son de coronas bajas (braquiodontes) y bunolofodontes. Los molares superiores tienen un crochet muy desarrollado a diferencia de otros géneros de Henricosborniidae. El tercer molar no posee un metástilo o este se encuentra muy débilmente desarrollado. En los molares inferiores, el hipoconúlido está menos separado del hipocónido. El entocónido del tercer molar estaba muy desarrollado como una cúspide independiente.